# Signiphoridae
Die Signiphoridae bilden eine Hautflüglerfamilie innerhalb der Überfamilie der Erzwespen (Chalcidoidea). Das Taxon geht auf den US-amerikanischen Entomologen William Harris Ashmead im Jahr 1880 zurück.

## Merkmale
Die Signiphoridae sind zwischen 0,2 und 1,5 mm lang. Zu den Hauptmerkmalen der Signiphoridae gehören folgende Eigenschaften: Die Fühler weisen 5–7 Glieder auf. Die Funikularglieder sind ringförmig, die Keule ist lang und ungeteilt. Das Scutellum ist stark quer ausgerichtet mit annähernd parallelen Vorder- und Hinterrändern. Die Axillae sind nicht deutlich vom Scutellum abgegrenzt und bilden mit diesem ein Querband. Das Propodeum besitzt einen charakteristischen großen dreiecksförmigen medianen Bereich. Der Körper ist glatt, mehr oder weniger frei von Skulpturen sowie in vielen Fällen mit einem wachsigen Aussehen. Die Vorder- und Hinterflügel sind mehr oder weniger frei von Setae (Borsten). Der Gaster ist breit sessil.
Die Eier der Signiphoridae sind gewöhnlich sehr groß, oval und leicht gebogen und können am vorderen Ende einen ausgeprägten Stiel aufweisen. Die Larven im ersten Larvenstadium sind hymenopteriform mit vier Paar Atemlöchern (Spirakeln), ein Paar am mesothorakischen Segment sowie jeweils ein Paar an den ersten drei Hinterleibssegmenten.

## Lebensweise
Die Signiphoridae konnten aus Schildläusen (Coccoidea) und Mottenschildläusen (Aleyrodoidea) sowie aus Dipterenpuppen gezüchtet werden. Bis auf wenige Arten sind die Signiphoridae Endoparasitoide, und die meisten sind bekanntermaßen über andere Erzwespen hyperparasitär. Einige Arten sind gregäre Hyperparasiten von Encyrtidae. Die Verpuppung findet im Wirtskörper statt oder im Falle von Schildläusen außerhalb des Wirts unter dem Schild des Wirts. Die Überwinterung erfolgt meist als ausgewachsene Larve oder Puppe innerhalb des toten Wirtskörpers.

## Innere Systematik
Die Signiphoridae umfassen folgende Gattungen:
- Chartocerus Motschulsky, 1859 – 33 Arten; Nearktis, Neotropis, Westpaläarktis, Afrotropis, Australasien
- Clytina Erdös, 1957 – 1 Art (C. giraudi); Westpaläarktis
- Signiphora Ashmead, 1880 – 46 Arten; Nearktis, Neotropis, Afrotropis, Australasien
- Thysanus Haliday in Walker, 1840 – 4 Arten; Nearktis, Neotropis, Paläarktis, Orientalis